# NCH娛樂
nCH ENTERTAINMENT（韓語：엔씨에이치엔터테인먼트）是一間在2017年2月13日成立的韓國藝人企劃和經紀公司，「nCH」是代表「Nature、Cosmo、Human」的意思。

## 歷史
- 2017年2月13日，n.CH娛樂成立，公司名稱「nCH」是代表「Nature、Cosmo、Human」的意思。[1][2][3][4][5]

- 2021年1月13日，對於TO1的管理合約，CJ ENM和nCH 娛樂發生管理糾紛。[6][7][8][9]

## 代表人物
- 代表：정창환（鄭昌煥）

## 演員
- 魯敏宇
- 禹多備
- 신명성
- 白敘厚
- 서진원
- 이주형

## 現有團體
- n.SSign

## 已離開藝人及解散團體
- Nature（2018年-2024年）

## 歌手
- 하동연 Ha Dong-Yeon
- 류영채 Ryu yeong-chae
- TV朝鮮 《明日是國民歌手 내일은 국민가수》TOP 10
- Channel A 《青春明星》TOP 7
- SBS 《Sing For Gold 싱포골드》TOP 10

## 外部連結
- 官方網站 （页面存档备份，存于）
- Instagram （页面存档备份，存于）
- Youtube （页面存档备份，存于）